# باسیلوس سرئوس
باسیلوس سرئوس یکی از انواع باسیل است. باسیل گرم مثبت و (Bacillus cereus) باسیلوس سرئوس هاگ‌دار از خانواده باسیلاسه است. هاگ این باکتری به صورت
گسترده‌ای در طبیعت، آب و خاک پراکنده شده به طوری که می‌توان آن را از مواد غذایی گوناگون جدا نمود. این باکتری مولد انتروتوکسین‌های مولد اسهال و تهوع بوده و قادر به ایجاد سندرم اسهال و سندرم تهوع است. در سال ۱۹۵۰ باسیلوس سرئوس به عنوان عامل مسمومیت شناخته شد.